# Urghenci
Urghenci este un oraș situat în partea de nord-vest a Uzbekistanului, pe râul Amudaria. Este reședința regiunii Horezm.

## Personalități născute aici
- Anna German (1936 - 1982), cântăreață poloneză.